# 랜스 크루더

랜스 크라우더(Lance Crouther, 영어 발음: /ˈkraʊðər/, 1962년 5월 13일 ~ )는 미국의 각본가, 배우이다.

## 작품 목록

### 영화 각본
- 다운 투 어쓰 (2001)

### 영화 출연
- 푸티 탕 (2001, Pootie Tang)

### 텔레비전 각본
- 크리스는 괴로워 (2006)
- Real Time with Bill Maher (2006-07)